# 18th (métro de Chicago)
18th (anciennement 18th/Pilsen) est une station aérienne de la ligne rose du métro de Chicago. Elle est située à hauteur de la 18th Street  dans le quartier de Pilsen à Chicago.

## Description
Établie en aérien, la station 18th est située sur la ligne rose du métro de Chicago, entre les stations Damen, en direction de 54th/Cermak, et Polk, en direction du Loop.
La station a ouvert ses portes le 28 avril 1896 sur le tronçon de la Douglas Branch de la Metropolitan West Side Elevated.
En 1993, la station originale a été démolie et reconstruite par un nouveau bâtiment plus fonctionnel accessible aux personnes à mobilité réduite.
Elle est décorée de fresques colorées peintes par des artistes du quartier de Pilsen.
466 493 passagers y ont transité en 2008.

## Correspondance
Avec les bus de la Chicago Transit Authority :
- #18 16th-18th
- #168 UIC-Pilsen Express

## Dessertes
| Nord/Ouest             |  |            |  | Sud/Est                              |
| ---------------------- |  | ---------- |  | ------------------------------------ |
| Damen vers 54th/Cermak |  | ligne rose |  | Polk vers 54th/Cermak via Clark/Lake |
| modifier sur Wikidata  |  |            |  |                                      |